# Buchs
Buchs egy svájci település, a Sankt Gallen kantonjába tartozó Werdenberg kerületben található. 2011 decemberében 11417 lakosa volt.

## Fekvése
A svájci-liechtensteini határon fekszik. A vele szomszédos települések: Eschen (Liechtenstein), Gams, Grabs, Schaan (Liechtenstein), Sennwald, Sevelen és Vaduz.

## Történelme

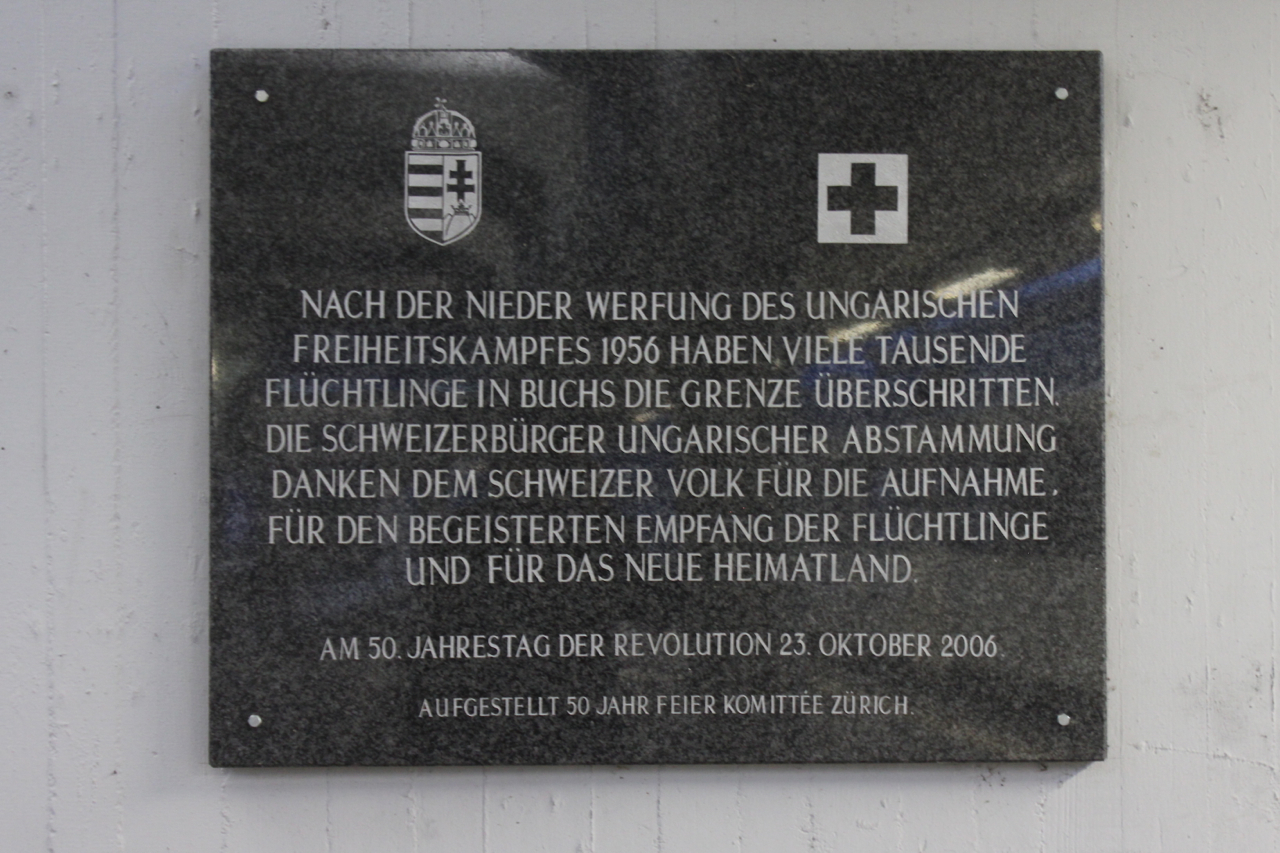
A magyar menekültek emléktáblája

Magyar menekültek 1956-ban

1956-ban a magyar forradalom elől menekülők itt léptek először Svájc földjére.